# St. Nikolaus (Schliersee)

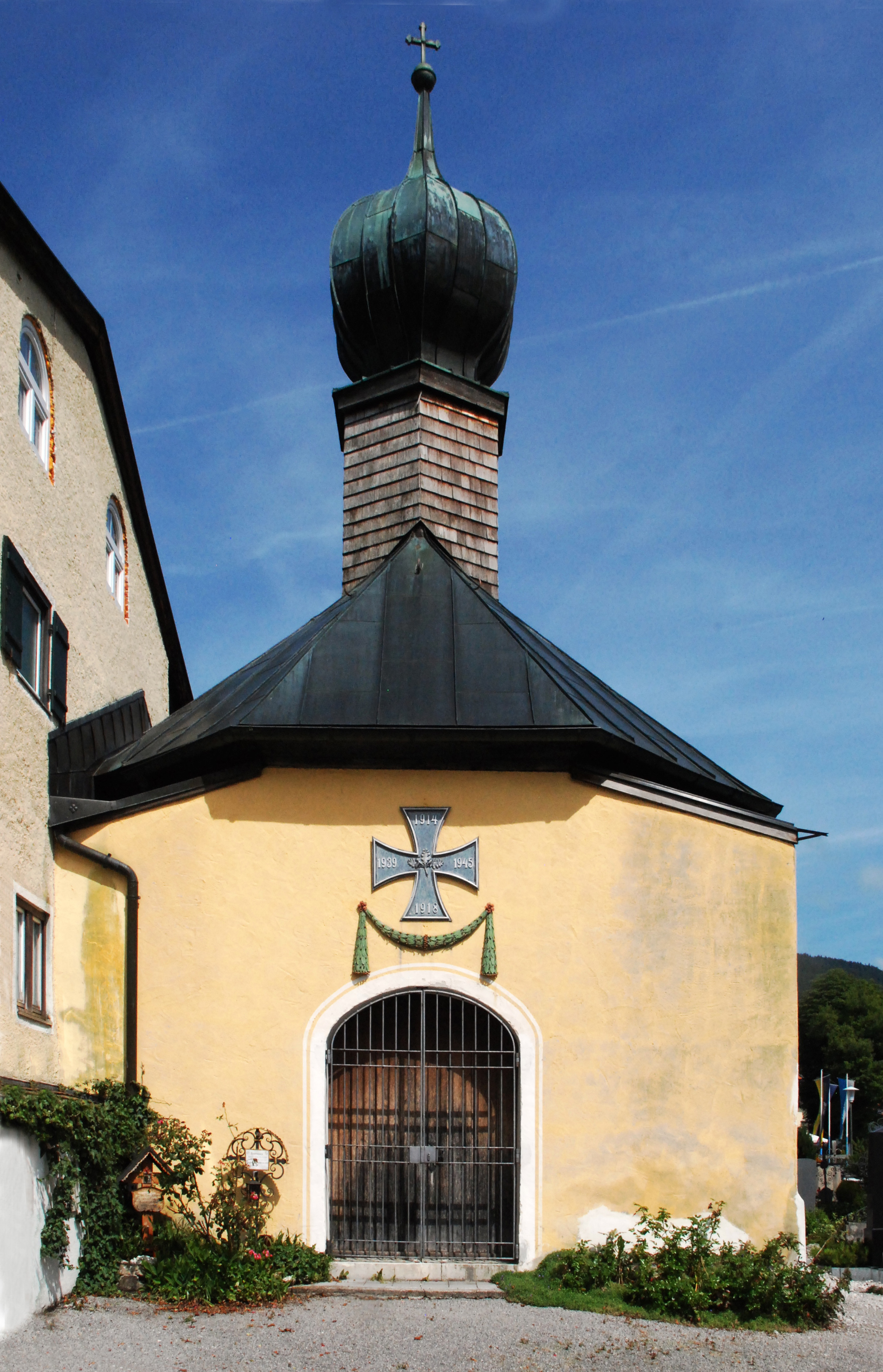
Kapelle St. Nikolaus in Schliersee

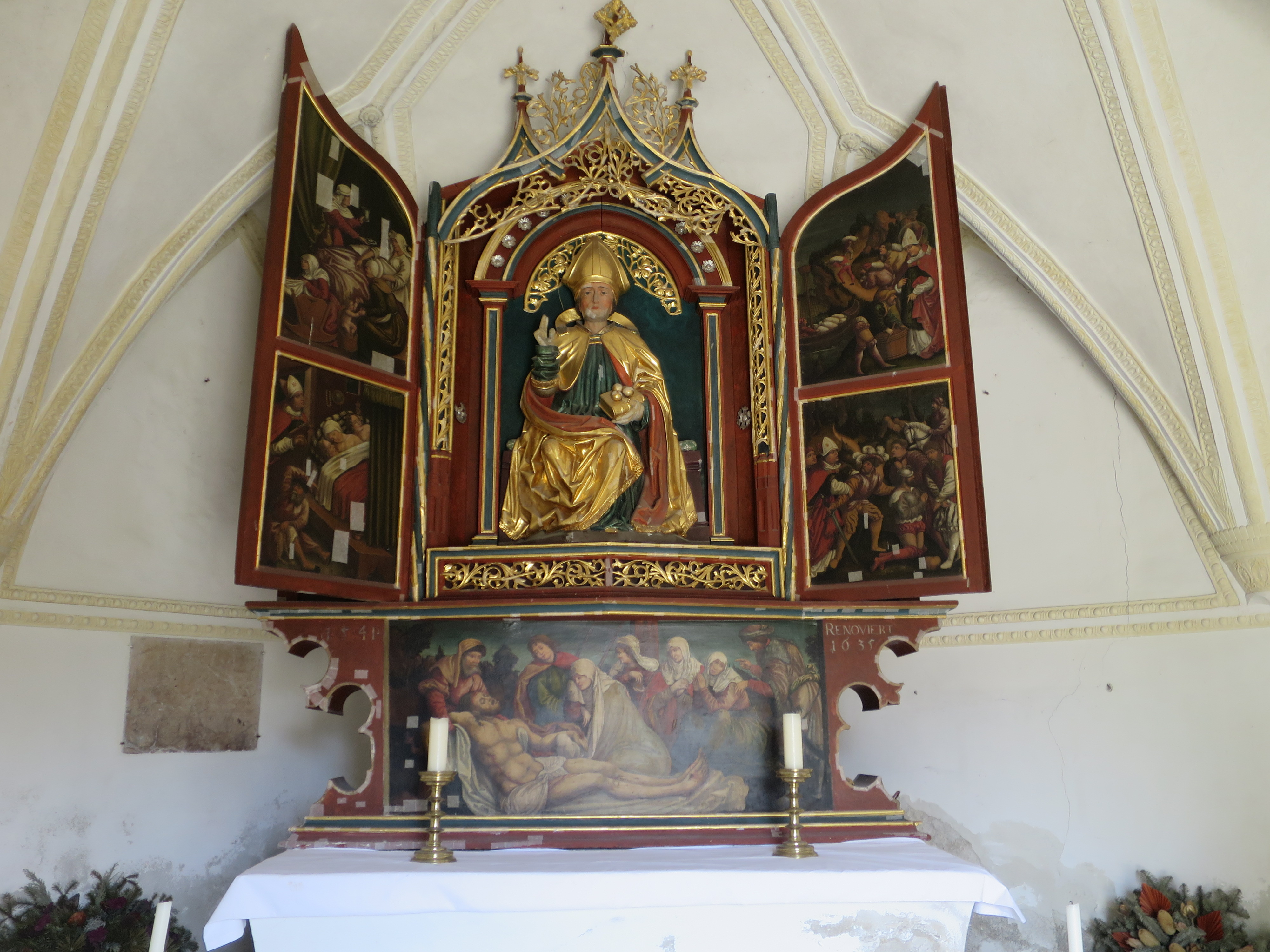
Flügelaltar

Die Kapelle St. Nikolaus in Schliersee, einer Marktgemeinde im oberbayerischen Landkreis Miesbach, wurde in der zweiten Hälfte des 15. Jahrhunderts errichtet. Die heutige Friedhofskapelle an der Seestraße 1 ist ein geschütztes Baudenkmal.
Das Gebäude besteht aus dem erhaltenen Chor einer spätgotischen Kirche, deren Baumaterial für den Bau von St. Sixtus in den Jahren 1712 bis 1714 verwendet wurde. Die Kapelle wurde 1635 barockisiert. Seit 1919/20 dient die Kapelle auch als Kriegergedächtnisstätte.
Der Flügelaltar aus dem 16. Jahrhundert zeigt Szenen aus dem Leben des heiligen Nikolaus von Myra und die geschlossenen Flügel zeigen die Passion Jesu Christi.